# Pinnotheres taichungae
Pinnotheres taichungae is een krabbensoort uit de familie van de Pinnotheridae. De wetenschappelijke naam van de soort is voor het eerst geldig gepubliceerd in 2000 door K. Sakai.